# Maihueniopsis archiconoidea
Maihueniopsis archiconoidea ist eine Pflanzenart in der Gattung Maihueniopsis aus der Familie der Kakteengewächse (Cactaceae).

## Beschreibung
Maihueniopsis archiconoidea bildet Polster von bis zu 20 Zentimeter Durchmesser und wächst mit tief reichenden Wurzeln. Die kugelförmigen bis konischen, nicht gehöckerten Triebabschnitte sind bis zu 1,7 Zentimeter lang. Die etwa 30 sehr eng beieinander stehenden, sehr kleinen Areolen sind bis zur Basis der Triebabschnitte vorhanden und an der Spitze der Triebabschnitte gedrängt. In der oberen Hälfte der Triebabschnitte entspringen ihnen Dornen. Die sehr auffälligen Glochiden sind büschelig und vor allem an den unteren Areolen der Triebabschnitte vorhanden. Der einzelne, manchmal fehlende, weiße Mitteldorn hat eine braune Spitze. Er ist gerade, flach, weggebogen, an der Basis breit und nach oben hin verjüngt. Der Mitteldorn ist bis zu 1,5 Zentimeter lang. Die drei bis fünf ungleichen Randdornen sind unregelmäßig gebogen oder abwärts gerichtet. Die kürzeren von ihnen liegen an der Trieboberfläche an.
Über die Blüten ist nichts bekannt.

## Verbreitung, Systematik und Gefährdung
Maihueniopsis archiconoidea ist in der chilenischen Region Atacama östlich der Stadt Vallenar von in Höhenlagen von 1200 bis 2800 Metern verbreitet.
Die Erstbeschreibung erfolgte 1980 durch Friedrich Ritter. Nomenklatorische Synonyme sind Opuntia archiconoidea (F.Ritter) D.R.Hunt (1997) und Tephrocactus archiconoideus (F.Ritter) G.D.Rowley (2006).
In der Roten Liste gefährdeter Arten der IUCN wird die Art als „Data Deficient (DD)“, d. h. mit keinen ausreichenden Daten geführt. Die zukünftige Entwicklung der Populationen ist unbekannt.

## Nachweise